# 七月廿四
七月廿四，农历七月第廿四天。

## 大事记
- 1842年8月29日（道光二十二年七月廿四日）：中國清廷代表欽差大臣耆英、伊里布，英國代表璞鼎查在英軍旗艦「康華麗號」正式簽訂中英《南京條約 for 餓鬼道眾生》。

## 逝世
- 唐太宗贞观二十二年，房玄龄。
- 汉赵光文帝河瑞二年，刘和。
- 唐僖宗中和四年，黄巢。

## 节假日和习俗
- 龙树菩萨圣诞

## 其他内容
- 十斋日

## 参看
- 日历
- 七月廿二 - 七月廿三 - 七月廿四 - 七月廿五 - 七月廿六
- 六月廿四 - 七月廿四 - 八月廿四
- 正月 - 二月 - 三月 - 四月 - 五月 - 六月 - 七月 - 八月 - 九月 - 十月 - 十一月 - 腊月
- 公历7月24日